# Mistrovství světa v ledním hokeji 1950
Mistrovství světa v ledním hokeji 1950 se konalo jako 17. v pořadí od 13. do 22. března v Londýně ve Velké Británii zároveň také jako 28. mistrovství Evropy v ledním hokeji. Turnaje se zúčastnilo devět mužstev, která byla rovnoměrně rozdělena do tří skupin, z nichž první dvě postoupila do šestičlenné finálové skupiny, kde se utkala jednokolovým systémem každý s každým. Při absenci obhájce titulu z minulého mistrovství světa vyhrálo turnaj bez ztráty bodu mužstvo Kanady. Poprvé po druhé světové válce se také měnil držitel titulu mistra Evropy, kterým se stalo Švýcarsko.

## Průběh
Původně se mělo v Londýně uskutečnit již první poválečné mistrovství světa, ale Velká Británie se vzhledem k neúčasti Kanady pořadatelství vzdala. Na mistrovství světa v roce 1950 bylo přihlášeno deset mužstev. Obhájci titulu z Československa však na mistrovství světa nedorazili. Záminkou bylo údajné nevydání víza pro rozhlasového reportéra. Ve skutečnosti byli v den zahájení mistrovství světa hokejisté umístěni ve své zemi do vyšetřovací vazby a o více než půl roku později odsouzeni ve vykonstruovaném procesu. Nominace mužstva ČSR: Josef Jirka, Zlatko Červený, Augustin Bubník, Vladimír Kobranov, Přemysl Hainý, Antonín Španinger, Jiří Macelis, Václav Roziňák, Vladimír Zábrodský, Stanislav Konopásek, Václav Bubník, Vladimír Bouzek, Josef Stock, Miloslav Blažek, Vlastimil Bubník, Čeněk Pícha. Vedoucí mužstva - předseda mezinárodní komise Československé obce sokolské Josef Matějka, trenér J.Herrmann, lékař Dr. P.Hanzl,delegát na kongres LIHG K.Velebil a rozhodčí L.Tencza - Rudé právo 11. března 1950 (ČTK)

### Tři základní skupiny
Mistrovství světa začalo zápasy ve třech skupinách, které nepřinesly žádné překvapení. Výsledky z této fáze turnaje se do další nezapočítávaly a při dvou postupujících stačilo vyhrát jeden zápas. Většina utkání skončila dvouciferným rozdílem. Nejvyšší výhry dosáhli Kanaďané v zápase s Belgičany. Nejsnazší soupeře měli ve své skupině domácí Britové, ale přesto v ní padlo celkově nejméně branek, protože v každém zápase nebyl jeden ze soupeřů schopen vstřelit gól.

### Závěrečná fáze
Ve druhé fázi turnaje se mužstva rozdělila do dvou skupin. Týmy, které v základních skupinách zůstaly bez bodu, se snažily vyhnout celkovému poslednímu místu. Své zkušenosti z účasti na dvou poválečných mistrovstvích světa zúročila Belgie. Naopak poprvé po druhé světové válce se na mistrovství dostavily týmy Nizozemska a Francie. Po vzájemném souboji zůstal smutný pocit z nulového bodového zisku v celém turnaji Francouzům.
Ve finálové skupině se nedařilo mužstvům ze severu Evropy. Norové měli štěstí na snadnější základní skupinu, ale v závěrečné fázi mistrovství již nestačili. Přesto mohli být spokojeni s vylepšením loňské pozice o dvě místa. Švédové hodlali konečně napravit výpadky, které je potkaly před dvěma roky na olympijském turnaji a posléze před vlastním publikem. Podobně jako před rokem vyhráli základní skupinu, ale ve finálové části, kam se jim např. úspěšný výsledek s USA nezapočítával, mnoho zápasů těsně prohráli a propadli se na předposlední místo.
Domácí hokejisté postoupili do finálové skupiny jako jediný tým bez obdrženého gólu. Medailí však fanoušky nepotěšili, protože v závěrečné fázi porazili těsně pouze oba soupeře ze Skandinávie. Vzhledem ke dvěma utrpěným debaklům ovšem nijak vysoko pomýšlet nemohli. Jeden z nich jim uštědřili Švýcaři, kteří se tak po dvou letech vrátili na celkové třetí místo a potvrdili svoji vysokou poválečnou výkonnost ziskem titulu mistra Evropy.
V Londýně se poprvé po druhé světové válce boj o zlato zúžil na střet zámořských mužstev. Američané sice v základní skupině prohráli, ale postup jim uniknout nemohl. Ve finálové části si opět oproti minulému roku o stupínek polepšili, čímž pokračovali v po válce nastoupeném trendu. Kanadu reprezentovali hokejisté Edmonton Mercurys. Kanadská hokejová reprezentace získala zpět titul mistra světa velmi přesvědčivě. Pouze dva zápasy nedokázala vyhrát dvouciferným rozdílem. V sedmi utkáních obdržela dohromady pouhých 5 branek. Žádný gól nedostala např. ani od svého severoamerického soupeře.

## Výsledky a tabulky

### Skupina A
|    |           | CAN  | SUI  | BEL  | V | R | P | Skóre | B |
| 1. | Kanada    | ***  | 13:2 | 33:0 | 2 | 0 | 0 | 46:2  | 4 |
| 2. | Švýcarsko | 2:13 | ***  | 24:3 | 1 | 0 | 1 | 26:16 | 2 |
| 3. | Belgie    | 0:33 | 3:24 | ***  | 0 | 0 | 2 | 3:57  | 0 |

 Švýcarsko –  Belgie 	24:3 (5:1, 7:1, 12:1)
13. března 1950 (19:00) – Londýn (Harringay Arena)

Branky Švýcarska: 1:0 Ulrich Poltera, 2:1 Hans-Martin Trepp, 3:1 Alfred Bieler, 4:1 Hans-Martin Trepp, 5:1 Hans-Martin Trepp, 6:1 Ulrich Poltera, 7:2 Ulrich Poltera, 8:2 Alfred Bieler, 9:2 Reto Delnon, 10:2 Wilhelm Pfister, 11:2 Ulrich Poltera, 12:2 Alfred Bieler, 13:2 Ulrich Poltera, 14:2 Walter Dürst, 15:2 Hans-Martin Trepp, 16:3 Ulrich Poltera, 17:3 Alfred Bieler, 18:3 Hans-Martin Trepp, 19:3 Hans-Martin Trepp, 20:3 Wilhelm Pfister, 21:3 Ulrich Poltera, 22:3 Walter Dürst, 23:3 Ulrich Poltera, 24:3 Walter Dürst.

Branky Belgie: 1:1 Andre Elsen, 6:2 Gentil Noterman, 15:3 Andre Waldschmidt.

Rozhodčí: Ernest Leacock (GBR), Frank dе Marwicz (GBR)

Vyloučení: 2:1

Diváků: 2 000
Švýcarsko: Hans Bänninger – Othmar Delnon, Heinrich Boller, Hans Heierling, Emile Golaz, Silvio Rossi – Hans-Martin Trepp, Ulrich Poltera, Wilhelm Pfister – Alfred Bieler, Walter Dürst, Reto Delnon.
Belgie: Henri Heirman – Percy Lippit, Roland Dumon, Jef Lekens, Jimmy Graeffe – Hubert Anciaux, Andre Elsen, Gentil Noterman – Andre Waldschmidt, Leon van Eeckhout, Robert Waldschmidt.

 Kanada –  Švýcarsko 	13:2 (5:1, 4:1, 4:0)
14. března 1950 (19:15) – Londýn (Harringay Arena)

Branky Kanady: 1:0 3. Harry Allen, 2:0 4. Leo Lucchini, 3:0 9. Ab Newsome, 4:1 17. Harry Allen, 5:1 18. William Dawe, 6:1 30. William Dawe, 7:1 32. James Kilburn, 8:1 33. Leo Lucchini, 9:1 34. Leo Lucchini, 10:2 45. William Dawe, 11:2 50. Ab Newsome, 12:2 55. Harry Allen, 13:2 58. Marsh Darling.

Branky Švýcarska: 3:1 10. Ulrich Poltera, 9:2 36. Ulrich Poltera.

Rozhodčí: Ernest Leacock (GBR), Frank dе Marwicz (GBR)

Vyloučení: 6:1

Diváků: 5 000
Kanada: Jack Manson – Pete Wright, John Davies, James Kilburn, Alan Purvis – Harry Allen, Doug Macauley, William Dawe – Robert Watt, Donald Stanley, Marsh Darling – Hassie Young, Ab Newsome, Leo Lucchini.
Švýcarsko: Martin Riesen (40. Hans Bänninger) – Othmar Delnon, Heinrich Boller, Hans Heierling, Emile Golaz, Silvio Rossi – Hans-Martin Trepp, Ulrich Poltera, Wilhelm Pfister – Alfred Bieler, Walter Dürst, Reto Delnon.

 Kanada –  Belgie 	33:0 (14:0, 10:0, 9:0)
15. března 1950 (21:00) – Londýn (Wembley Empire Pool)

Branky Kanady: 0:15 Pete Wright, 2:05 Leo Lucchini, 3:55 Hassie Young, 6:30 Donald Stanley, 7:05 Harry Allen, 11:00 Hassie Young, 11:15 Nab Newsome, 13:10 Leo Lucchini, 13:52 Alan Purvis, 14:15 Robert Watt, 15:15 Harry Allen, 12:0 16:20 Pete Wright, 17:13 Harry Allen, 17:34, 24:01 Harry Allen, 24:50 Doug Macauley, 26:13 William Dawe, 31:17 Donald Stanley, 33:26 William Dawe, 36:41 William Dawe, 38:02 John Davies, 39:01 Alan Purvis, 39:39 Hassie Young, 39:51 Ab Newsome, 42:16 Robert David, 44:52 William Dawe, 46:02 Ab Newsome, 47:09 Leo Lucchini, 51:13 Robert Watt, 58:19 Ab Newsome, 58:59 Hassie Young, 59:25 Donald Gauf, 59:45 Donald Gauf.

Branky Belgie: nikdo

Rozhodčí: Ernest Leacock (GBR), Wim Dwars (NED)

Vyloučení: 1:0

Diváků: 8 000
Kanada: Wilbur Delaney – Pete Wright, John Davies, Donald Gauf, Alan Purvis – Harry Allen, Doug Macauley, William Dawe – Robert Watt, Donald Stanley, Robert David – Hassie Young, Ab Newsome, Leo Lucchini.
Belgie: Charel Heylen – Jacques Moris, Roland Dumon, Jef Lekens, Jimmy Graeffe, Percy Lippit – Hubert Anciaux, Andre Elsen, Gentil Noterman – Andre Waldschmidt, Leon van Eeckhout, Robert Waldschmidt – Luc Verstrepen.

### Skupina B
|    |            | SWE  | USA  | NED  | V | R | P | Skóre | B |
| 1. | Švédsko    | ***  | 8:3  | 10:0 | 2 | 0 | 0 | 18:3  | 4 |
| 2. | USA        | 3:8  | ***  | 17:1 | 1 | 0 | 1 | 20:9  | 2 |
| 3. | Nizozemsko | 0:10 | 1:17 | ***  | 0 | 0 | 2 | 1:27  | 0 |

 Švédsko –  USA	8:3 (5:2, 0:0, 3:1)
13. března 1950 (19:15) – Londýn (Wembley Empire Pool)

Branky Švédska: 2:30 Gösta Johansson, 3:00 Erik Johansson, 8:15 Erik Johansson, 9:00 Gösta Johansson, 10:15 Holger Nurmela, 45:00 Gösta Johansson, 52:12 Hans Öberg, 59:30 Holger Nurmela.

Branky USA: 9:59 John McIntyre, 15:30 Robert Rompre, 49:58 Jim Troumbly

Rozhodčí: Fan Heximer (GBR), Carl Erhardt (GBR)

Vyloučení: 6:8

Diváků: 7 000
Švédsko: Arne Johansson – Ake Andersson, Rune Johansson, Sven Thunman, Börje Löfgren – Rolf Pettersson, Gösta Johansson, Holger Nurmela – Göte Blomqvist, Stig Carlsson, Erik Johansson – Ake Lassas, Hans Öberg, Stig Jönsson.
USA: Richard Desmond – Allen Van, James Frick, Bob Graizinger, John Gallacher – Russ Johnson, Jim Troumbly, Milt Johnson – Robert Rompre, Bruce Gardner, John McIntyre – Sam Poling.

 Švédsko –  Nizozemsko 	10:0 (3:0, 1:0, 6:0)
14. března 1950 (21:00) – Londýn (Wembley Empire Pool)

Branky Švédska: 1:0 Stig Carlsson, 2:0 Hans Öberg, 3:0 Hans Öberg, 4:0 Stig Carlsson, 5:0 Holger Nurmela, 6:0 Stig Jönsson, 7:0 Stig Jönsson, 8:0 Hans Öberg, 9:0 Göte Blomqvist, 10:0 Ake Andersson.

Branky Nizozemska: nikdo

Rozhodčí: Jimmi Chappell (GBR), Ernie Ramus (GBR)

Vyloučení: 0:1

Diváků: 7 000
Švédsko: Lars Svensson – Ake Andersson, Sven Thunman, Börje Löfgren, Ake Lassas – Rolf Pettersson, Stig Jönsson, Holger Nurmela – Göte Blomqvist, Stig Carlsson, Hans Öberg – Rolf Eriksson-Hemlin, Hans Adrian.
Nizozemsko: Jan van der Heyden – Kappie Taconis, Arie Klein, Frans Vaal, Johan van Rhede, van der Kloot – Jacques Feenstra, Cor Schwencke, Piet van Heeswijk – Rijk Loek, Dolf Overakker, Dick Groenteman – Theo Dietz, Rolf von den Baumen, Alfons de Laat.

 USA –  Nizozemsko 	17:1 (7:0, 2:0, 8:1)
15. března 1950 (19:00) – Londýn (Harringay Arena)

Branky USA: 2:50 Milt Johnson, 3:47 John McIntyre, 11:05 Milt Johnson, 11:31 John McIntyre, 11:59 Bruce Gardner, 14:10 Sam Poling, 16:57 Jim Troumbly, 21:58 Milt Johnson, 29:22 Jim Troumbly, 41:15 Jim Troumbly, 43:20 Milt Johnson, 46:10 James Frick, 48:36 Milt Johnson, 49:56 Russ Johnson, 51:30 James Frick, 54:05 Allen Van, 54:45 Bruce Gardner.

Branky Nizozemska: 59:01 Alfons de Laat.

Rozhodčí: Ernie Ramus (GBR), Jimmi Creed (GBR)

Vyloučení: 2:0

Diváků: 6 000
USA: Richard Desmond – Allen Van, John Gallacher, James Frick, Bob Graizinger – Russ Johnson, Jim Troumbly, Milt Johnson – Robert Rompre, Bruce Gardner, John McIntyre – Sam Poling.
Nizozemsko: Joost van Os – Kappie Taconis, Arie Klein, Frans Vaal, Johan van Rhede, van der Kloot – Jacques Feenstra, Dolf Overakker, Piet van Heeswijk – Rijk Loek, Cor Schwencke, Dick Groenteman – Nico Kremers, Jan Dinger, Alfons de Laat.

### Skupina C
|    |                | GBR | NOR  | FRA  | V | R | P | Skóre | B |
| 1. | Velká Británie | *** | 2:0  | 9:0  | 2 | 0 | 0 | 11:0  | 4 |
| 2. | Norsko         | 0:2 | ***  | 11:0 | 1 | 0 | 1 | 11:2  | 2 |
| 3. | Francie        | 0:9 | 0:11 | ***  | 0 | 0 | 2 | 0:20  | 0 |

- Československo odřeklo účast.

 Velká Británie –  Francie 	9:0 (4:0, 3:0, 2:0)
13. března 1950 (14:00) – Londýn (Empress Hall at Earls Court)

Branky Velké Británie: 5. Kenneth Nicholson, 17. Johnny Carlyle, 18. Johnny Quales, 20. Lawson Neil, 24. Bert Smith, 30. Bill Sneddon, 37. Ian Forbes, 41. Johnny Carlyle, 45. Johnny Carlyle.

Branky Francie: nikdo

Rozhodčí: Kurt Hauser (SUI), Alf Axberg (SWE)

Vyloučení: 1:2

Diváků: 1 000
Velká Británie: Stan Christie – Tom Syme, Jim Syme, Bill Sneddon, Lawson Neil, Ray Hammond – Johnny Quales, Kenneth Nicholson, Bert Smith – Ian Forbes, Johnny Carlyle, John Rolland – John Murray, Roy Harnett
Francie: Rolland Willaume – Hubert Nivet, Jean Lacome, Francois Charlet, Marcel Claret – Pierre Lluis, Jacques de Mezieres, Serge Renault – Jean Pepin, Jacques Heylliard, Michel le Bas – Marcel Carrier, Claude Risler, Guy Volpert.

 Československo –  Norsko
13. března 1950 (21:00) – Londýn (Harringay Arena)

 Československo –  Velká Británie
14. března 1950 (14:00) – Londýn (Empress Hall at Earls Court)

 Norsko –  Francie  11:0 (7:0, 2:0, 2:0)
14. března 1950 (19:00) – Londýn (Wembley Empire Pool)

Branky Norska: 1:0 Ragnar Rygel, 2:0 Björn Gulbrandsen, 3:0 Roar Bakke Pedersen, 4:0 Per Voigt,  5:0 Johnny Larntvedt, 6:0 Björn Gulbrandsen, 7:0 Ragnar Rygel, 8:0 Björn Gulbrandsen, 9:0 Ragnar Rygel, 10:0 Björn Gulbrandsen, 11:0 Roar Bakke Pedersen.

Branky Francie: nikdo

Rozhodčí: Robert Klein (GBR), Arthut Ancel (BEL)

Diváků: 5 000
Norsko: Per Dahl – Johnny Larntvedt, Carl Rasmussen, Gunnar Kroge, Odd Hansen – Björn Gulbrandsen, Ragnar Rygel, Roar Bakke Pedersen – Oivind Solheim, Leif Solheim, Per Voigt – Jan Erik Adolfsen, Ragnar Edvardsen, Per Moe.
Francie: Rolland Willaume – Hubert Nivet, Jean Lacome, Francois Charlet, Marcel Claret – Pierre Lluis, Jacques de Mezieres, Serge Renault – Jean Pepin, Jacques Heylliard, Guy Volpert – Marcel Carrier, Claude Risler, Michel Mrozek.

 Československo –  Francie
15. března 1950 (19:00) – Londýn (Wembley Empire Pool)

 Velká Británie –  Norsko 	2:0 (0:0, 0:0, 2:0)
15. března 1950 (21:00) – Londýn (Harringay Arena)

Branky Velké Británie: 47:59 John Murray, 59:31 Jim Syme.

Branky Norska: nikdo

Rozhodčí: Kurt Hauser (SUI), Robrt Klein (GBR)

Vyloučení: 3:4

Diváků: 6 000
Velká Británie: Harold Smith – Tom Syme, Jim Syme, Bill Sneddon, Lawson Neil, Ray Hammond – Johnny Quales, Kenneth Nicholson, Bert Smith – Ian Forbes, Johnny Carlyle, John Rolland – John Murray, Roy Harnett
Norsko: Per Dahl – Johnny Larntvedt, Carl Rasmussen, Gunnar Kroge, Odd Hansen – Björn Gulbrandsen, Ragnar Rygel, Roar Bakke Pedersen – Oivind Solheim, Leif Solheim, Per Voigt – Jan Erik Adolfsen.

### Finále
|    |                | CAN  | USA  | SUI  | GBR  | SWE | NOR  | V | R | P | Skóre | B  |
| 1. | Kanada         | ***  | 5:0  | 11:1 | 12:0 | 3:1 | 11:1 | 5 | 0 | 0 | 42:3  | 10 |
| 2. | USA            | 0:5  | ***  | 10:5 | 3:2  | 4:2 | 12:6 | 4 | 0 | 1 | 29:20 | 8  |
| 3. | Švýcarsko      | 1:11 | 5:10 | ***  | 10:3 | 3:2 | 12:4 | 3 | 0 | 2 | 31:30 | 6  |
| 4. | Velká Británie | 0:12 | 2:3  | 3:10 | ***  | 5:4 | 4:3  | 2 | 0 | 3 | 14:32 | 4  |
| 5. | Švédsko        | 1:3  | 2:4  | 2:3  | 4:5  | *** | 6:1  | 1 | 0 | 4 | 15:16 | 2  |
| 6. | Norsko         | 1:11 | 6:12 | 4:12 | 3:4  | 1:6 | ***  | 0 | 0 | 5 | 15:45 | 0  |

 Velká Británie –  Norsko 	4:3 (1:0, 2:2, 1:1)
17. března 1950 – Londýn (Wembley Empire Pool)

Branky Velké Británie: 1:0 7. Kenneth Nicholson, 2:2 36. Lawson Neil, 3:2 36. John Rolland, 4:3 60. Bill Sneddon

Branky Norska: 1:1 26. Björn Gulbrandsen, 1:2 33. Per Voigt, 3:3 54. Leif Solheim

Rozhodčí: Kurt Hauser (SUI), Wim Dwars (NED)

Vyloučení: 8:3

Diváků: 9 000
Velká Británie: Stan Christie – Tom Syme, Jim Syme, Bill Sneddon, Lawson Neil, Ray Hammond – John Murray, Kenneth Nicholson, Bert Smith – Ian Forbes, Johnny Carlyle, John Rolland – Roy Harnett – Pete Ravenscroft
Norsko: Per Dahl – Johnny Larntvedt, Carl Rasmussen, Gunnar Kroge – Annar Petersen, Björn Gulbrandsen, Per Voigt – Oivind Solheim, Leif Solheim, Jan Erik Adolfsen – Per Moe, Ragnar Edvardsen.

 Kanada –  Švýcarsko 	11:1 (2:0, 3:1, 6:0)
17. března 1950 – Londýn (Empress Hall at Earls Court)

Branky Kanady: 10:23 Hassie Young, 17:10 Leo Lucchini, 22:08 Ab Newsome, 36:22 Ab Newsome, 39:57 Marsh Darling, 40:26 Ab Newsome, 47:08 John Davies, 47:41 Robert Watt, 48:20 Marsh Darling, 55:52 Donald Stanley, 59:50 James Kilburn.

Branky Švýcarska: 20:11 Ulrich Poltera

Rozhodčí: Ernest Leacock (GBR), Alf Axberg (SWE)

Vyloučení: 3:2 navíc Hassie Young na 5 minut.

Diváků: 250
Kanada: Jack Manson – Pete Wright, John Davies, James Kilburn, Alan Purvis – Harry Allen, Doug Macauley, William Dawe – Robert Watt, Donald Stanley, Marsh Darling – Hassie Young, Ab Newsome, Leo Lucchini.
Švýcarsko: Hans Bänninger (1:55 Martin Riesen) – Heinrich Boller, Hans Heierling, Othmar Delnon, Emil Handschin – Hans-Martin Treppp, Ulrich Poltera, Gebhard Poltera – Alfred Bieler, Walter Dürst, Reto Delnon – Werner Härter, Wilhelm Pfister, Alfred Streun.

 Švédsko –  USA 	2:4 (1:0, 1:2, 0:2)
17. března 1950 – Londýn (Harringay Arena)

Branky Švédska: 13:15 Gösta Johansson, 39:35 Gösta Johansson

Branky USA: 31:50 Jim Troumbly, 36:07 Bruce Gardner, 49:50 Russ Johnson, 57:51 Jim Troumbly.

Rozhodčí: Fan Heximer (GBR), Ernie Ramus (GBR)

Vyloučení: 0:5

Diváků: 2 000
Švédsko: Arne Johansson – Ake Andersson, Rune Johansson, Sven Thunman, Börje Löfgren – Rolf Pettersson, Gösta Johansson, Holger Nurmela – Göte Blomqvist, Stig Carlsson, Erik Johansson – Ake Lassas, Stig Jönsson, Hans Öberg.
USA: Richard Desmond – Allen Van, James Frick, John Pleban, John Gallacher – Russ Johnson, Jim Troumbly, Milt Johnson – Robert Rompre, Bruce Gardner, John McIntyre – Sam Poling.

 Švýcarsko –  Norsko 	12:4 (3:3, 6:0, 3:1)
18. března 1950 – Londýn (Wembley Empire Pool)

Branky Švýcarska: 1:1 8. Walter Dürst, 2:2 15. Ulrich Poltera, 3:3 20. Hans-Martin Trepp, 4:3 21. Gebhard Poltera, 5:3 26. Gebhard Poltera, 6:3 31. Hans-Martin Trepp, 7:3 34.  
Alfred Bieler, 8:3 34. Walter Dürst, 9:3 39. Ulrich Poltera, 10:3 44. Emil Handschin, 11:3 45. Reto Delnon, 12:4 57. Hans-Martin Trepp.   

Branky Norska: 0:1 4. Björn Gulbrandsen, 1:2 8. Leif Solheim, 2:3 19. Annar Petersen, 11:4 56. Oivind Solheim

Rozhodčí: Gerry Davey, Carl Erhardt (GBR)

Vyloučení: 2:3

Diváků: 8 000
Švýcarsko: Hans Bänninger – Heinrich Boller, Emil Handschin, Hans Heierling, Othmar Delnon, Emile Golaz – Hans-Martin Trepp, Ulrich Poltera, Gebhard Poltera – Alfred Bieler, Walter Dürst, Reto Delnon.
Norsko: Per Dahl – Johnny Larntvedt, Carl Rasmussen, Gunnar Kroge – Annar Petersen, Björn Gulbrandsen, Per Voigt – Oivind Solheim, Leif Solheim, Jan Erik Adolfsen – Per Moe, Ragnar Edvardsen.

 Kanada –  USA	5:0 (0:0, 1:0, 4:0)
18. března 1950 – Londýn (Harringay Arena)

Branky Kanady: 16:45 Robert Watt, 47:15 Ab Newsome, 50:23 Donald Stanley, 53:25 Harry Allen, 54:35 Leo Lucchini.

Branky USA: nikdo

Rozhodčí: Ernest Leacock, Fan Heximer (GBR)

Vyloučení: 1:0

Diváků: 8 500
Kanada: Wilbur Delaney – Pete Wright, John Davies, James Kilburn, Alan Purvis – Harry Allen, Doug Macauley, William Dawe – Robert Watt, Donald Stanley, Marsh Darling – Hassie Young, Ab Newsome, Leo Lucchini.
USA: Richard Desmond – Allen Van, James Frick, Bob Graizinger, John Gallacher, John Pleban – Russ Johnson, Jim Troumbly, Milt Johnson – Robert Rompre, Bruce Gardner, John McIntyre – Sam Poling.

 Velká Británie –  Švédsko 	5:4 (0:0, 1:2, 4:2)
18. března 1950 – Londýn (Empress Hall at Earls Court)

Branky Velké Británie: 1:0 23. Ian Forbes, 2:3 47. Tom Syme, 3:3 47. Kenneth Nicholson, 4:4 54. John Rolland, 5:4 58. John Rolland.

Branky Švédska: 1:1 25. Rolf Eriksson-Hemlin, 1:2 33. Rolf Eriksson-Hemlin, 1:3 45. Rolf Eriksson-Hemlin, 3:4 49. Rolf Pettersson.

Rozhodčí: Kurt Hauser (SUI), Wim Dwars (NED)

Vyloučení: 1:2

Diváků: 9 000
Velká Británie: Stan Christie – Tom Syme, Jim Syme, Bill Sneddon, Lawson Neil, Ray Hammond – Ian Forbes, Kenneth Nicholson, John Rolland – John Murray, Bert Smith, Dave McRae – Pete Ravenscroft, Roy Harnett
Švédsko: Arne Johansson – Ake Andersson, Rune Johansson, Sven Thunman, Börje Löfgren – Rolf Pettersson, Gösta Johansson, Holger Nurmela – Rolf Eriksson-Hemlin, Stig Carlsson, Erik Johansson – Ake Lassas, Stig Jönsson, Hans Öberg.

 Velká Británie –  USA	2:3 (2:1, 0:0, 0:2)
20. března 1950 – Londýn (Wembley Empire Pool)

Branky Velké Británie: 14. Ian Forbes, 53. Bert Smith

Branky USA: 17. Russ Johnson, 19. Jim Troumbly, 59. John McIntyre

Rozhodčí: Kurt Hauser (SUI), Alf Axberg (SWE)

Vyloučení: 9:6 navíc Jim Syme na 5 minut.

Diváků: 9 000
Velká Británie: Stan Christie – Tom Syme, Jim Syme, Bill Sneddon, Lawson Neil, Ray Hammond – Ian Forbes, Kenneth Nicholson, John Rolland – John Murray, Bert Smith, Roy Harnett – Pete Ravenscroft, Dave McRae
USA: Richard Desmond – Allen Van, James Frick, Bob Graizinger, John Gallacher, John Pleban – Russ Johnson, Jim Troumbly, Milt Johnson – Robert Rompre, Bruce Gardner, John McIntyre.

 Kanada –  Norsko 	11:1 (3:0, 4:1, 4:0)
20. března 1950 – Londýn (Empress Hall at Earls Court)

Branky Kanady: 0:37 Doug Macauley, 1:50 William Dawe, 16:20 Alan Purvis, 22:36 Marsh Darling, 28:31 John Davies, 34:09 Doug Macauley, 39:10 James Kilburn, 40:35 John Davies, 41:15 Marsh Darling, 42:19 Robert Watt, 54:31 Doug Macauley.

Branky Norska: 32:51 Oivind Solheim.

Rozhodčí: Fan Heximer (GBR), Arthur Ancel (BEL)

Vyloučení: 2:2

Diváků: 150
Kanada: Jack Manson – Pete Wright, John Davies, James Kilburn, Alan Purvis – Harry Allen, Doug Macauley, William Dawe – Robert Watt, Donald Stanley, Marsh Darling – Hassie Young, Ab Newsome, Leo Lucchini.
Norsko: Per Dahl – Johnny Larntvedt, Carl Rasmussen, Gunnar Kroge – Annar Petersen, Ragnar Rygel, Per Voigt – Oivind Solheim, Björn Gulbrandsen, Jan Erik Adolfsen – Per Moe, Ragnar Edvardsen.

 Švédsko –  Švýcarsko 	2:3 (2:1, 0:0, 0:2)
20. března 1950 – Londýn (Harringay Arena)

Branky Švédska: 8. Holger Nurmela, 18. Rune Johansson.

Branky Švýcarska: 14. Hans-Martin Trepp, 52. Alfred Bieler, 58. Reto Delnon.

Rozhodčí: Robert Klein (GBR), Ernie Ramus (GBR)

Vyloučení: 2:4

Diváků: 1 500
Švédsko: Arne Johansson – Ake Andersson, Rune Johansson, Börje Löfgren – Rolf Pettersson, Gösta Johansson, Holger Nurmela - Rolf Eriksson-Hemlin, Stig Carlsson, Erik Johansson.
Švýcarsko: Hans Bänninger – Heinrich Boller, Hans Heierling, Othmar Delnon, Emil Handschin – Hans-Martin Trepp, Ulrich Poltera, Gebhard Poltera – Alfred Bieler, Walter Dürst, Reto Delnon.

 USA –  Švýcarsko 	10:5 (3:0, 1:3, 6:2)
21. března 1950 – Londýn (Empress Hall at Earls Court)

Branky USA: 7:17 Robert Rompre, 10:14 Bruce Gardner, 15:08 Russ Johnson, 23:33 Milt Johnson, 48:25 Jim Troumbly, 51:49 Russ Johnson, 53:17 Jim Troumbly, 55:56 Bob Graizinger, 56:43 Jim Troumbly, 57:20 Jim Troumbly

Branky Švýcarska: 23:05 Gebhard Poltera, 30:15 Alfred Bieler, 31:47 Walter Dürst, 46:09 Hans Heierling, 49:31 Reto Delnon

Rozhodčí: Ernest Leacock (GBR), Frank de Marwicz (GBR)

Vyloučení: 2:3

Diváků: 1 000
USA: Bernie Burke – John Gallacher, John Pleban, Allen Van, James Frick, Bob Graizinger – Robert Rompre, Bruce Gardner, John McIntyre – Russ Johnson, Jim Troumbly, Milt Johnson
Švýcarsko: Hans Bänninger – Heinrich Boller, Emil Handschin, Hans Heierling, Othmar Delnon – Hans-Martin Trepp, Ulrich Poltera, Gebhard Poltera – Alfred Bieler, Walter Dürst, Reto Delnon.

 Švédsko –  Norsko 	6:1 (2:0, 3:0, 1:1)
21. března 1950 – Londýn (Wembley Empire Pool)

Branky Švédska: 16. Rolf Eriksson-Hemlin, 20. Rolf Pettersson, 27. Holger Nurmela, 28. Stig Carlsson, 30. Rolf Eriksson-Hemlin, 44. Gösta Johansson.

Branky Norska: 55. Leif Solheim.

Rozhodčí: Frank Stangle (GBR), Carl Erhardt (GBR)

Diváků: 7 000
Švédsko: Svensson – Ake Andersson, Ake Lassas, Sven Thunman, Börje Löfgren– Rolf Pettersson, Gösta Johansson, Holger Nurmela – Rolf Eriksson-Hemlin, Stig Carlsson, Erik Johansson – Göte Blomqvist, Hans Öberg.
Norsko: Per Dahl – Johnny Larntvedt, Carl Rasmussen, Gunnar Kroge – Annar Petersen, Ragnar Rygel, Björn Gulbrandsen – Oivind Solheim, Leif Solheim, Jan Erik Adolfsen – Per Voigt, Per Moe.

 Velká Británie –  Kanada 	0:12 (0:5, 0:3, 0:4)
21. března 1950 – Londýn (Harringay Arena)

Branky Velké Británie: nikdo

Branky Kanady: 0:24 William Dawe, 7:53 William Dawe, 8:12 Hassie Young, 11:21 Hassie Young, 16:01 Ab Newsome, 21:52 Hassie Young, 34:05 Marsh Darling, 37:11 Hassie Young, 43:21 Leo Lucchini, 47:25 Robert Watt, 50:38 Doug Macauley, 51:22 William Dawe.

Rozhodčí: Fan Heximer (GBR), Kurt Hauser (SUI)

Vyloučení: 1:8 navíc Marsh Darling na 10 minut.

Diváků: 8 000
Velká Británie: Stan Christie – Tom Syme, Jim Syme, Bill Sneddon, Lawson Neil, Ray Hammond – Ian Forbes, Kenneth Nicholson, John Rolland – Dave McRae, Bert Smith, Roy Harnett – Pete Ravenscroft 
Kanada: Wilbur Delaney – Pete Wright, John Davies, James Kilburn, Alan Purvis – Harry Allen, Doug Macauley, William Dawe – Robert Watt, Donald Stanley, Marsh Darling – Hassie Young, Ab Newsome, Leo Lucchini.

 USA –  Norsko 	12:6 (5:0, 4:3, 3:3)
22. března 1950 – Londýn (Harringay Arena)

Branky USA: 1:0 2. Bruce Gardner, 2:0 9. Russ Johnson, 3:0 17. John McIntyre, 4:0 17. Milt Johnson, 5:0 19. Bruce Gardner, 6:0 21. Bruce Gardner, 7:2 29. Milt Johnson, 8:3 31. Robert Rompre, 9:3 38. John McIntyre,  10:3 44. Milt Johnson, 11:5 53. Milt Johnson, 12:5 59. John McIntyre.

Branky Norska: 6:1 22. Annar Petersen, 6:2 28. Carl Rasmussen, 7:3 30. Per Voigt, 10:4 49. Oivind Solheim, 10:5 50. Björn Gulbrandsen, Ragnar Rygel

Rozhodčí: Jimmi Creed (GBR), Wim Dwars (NED)

Vyloučení: 4:1

Diváků: 2 000
USA: Bernie Burke – John Gallacher, John Pleban, Allen Van, James Frick, Bob Graizinger – Robert Rompre, Bruce Gardner, John McIntyre – Russ Johnson, Jim Troumbly, Milt Johnson.
Norsko: Per Dahl – Johnny Larntvedt, Carl Rasmussen, Gunnar Kroge – Annar Petersen, Ragnar Rygel, Björn Gulbrandsen – Oivind Solheim, Leif Solheim, Jan Erik Adolfsen – Per Voigt, Per Moe.

 Velká Británie –  Švýcarsko 	3:10 (1:4, 2:3, 0:3)
22. března 1950 – Londýn (Empress Hall at Earls Court)

Branky Velké Británie: 1:2 7. Kenneth Nicholson, 2:6 29. Kenneth Nicholson, 3:7 34. Kenneth Nicholson.

Branky Švýcarska: 0:1 3. Alfred Bieler, 0:2 5. Alfred Bieler, 1:3 9. Ulrich Poltera, 1:4 15. Ulrich Poltera, 1:5 26. Emil Handschin, 1:6 28. Hans-Martin Trepp, 2:7 32. Ulrich Poltera, 3:8 47. Ulrich Poltera, 3:9 47. Walter Dürst, 3:10 59. Reto Delnonn.

Rozhodčí: Ernest Leacock (GBR), Alf Axberg (SWE)

Vyloučení: 6:4

Diváků: 1 500
Velká Británie: Stan Christie – Tom Syme, Jim Syme, Ray Hammond, Lawson Neil – Johnny Quales, Kenneth Nicholson, Bert Smith – Ian Forbes, Johnny Carlyle, John Rolland – Roy Harnett, Pete Ravenscroft, Dave McRae.
Švýcarsko: Hans Bänninger – Heinrich Boller, Emil Handschin, Hans Heierling, Othmar Delnon, Silvio Rossi – Hans-Martin Trepp, Ulrich Poltera, Gebhard Poltera – Alfred Bieler, Walter Dürst, Reto Delnon – Wilhelm Pfister, Werner Härter.

 Kanada –  Švédsko 	3:1 (1:0, 2:0, 0:1)
22. března 1950 – Londýn (Wembley Empire Pool)

Branky Kanady: 11:25 Doug Macauley, 27:25 Hassie Young, 28:15 Leo Lucchini.

Branky Švédska: 50:01 Holger Nurmela.

Rozhodčí: Fan Heximer, Carl Erhardt (GBR)

Vyloučení: 6:4

Diváků: 9 000
Kanada: Jack Manson – Pete Wright, John Davies, James Kilburn, Alan Purvis – Harry Allen, Doug Macauley, William Dawe – Hassie Young, Ab Newsome, Leo Lucchini – Robert Watt, Donald Gauf, Marsh Darling.
Švédsko: Arne Johansson – Ake Andersson, Rune Johansson, Sven Thunman, Börje Löfgren – Rolf Pettersson, Gösta Johansson, Holger Nurmela – Rolf Eriksson-Hemlin, Stig Carlsson, Erik Johansson – Göte Blomqvist, Ake Lassas, Hans Öberg.

### Soutěž útěchy
|    |            | BEL | NED | FRA | V | R | P | Skóre | B |
| 7. | Belgie     | *** | 4:2 | 8:1 | 2 | 0 | 0 | 12:3  | 4 |
| 8. | Nizozemsko | 2:4 | *** | 4:2 | 1 | 0 | 1 | 6:6   | 2 |
| 9. | Francie    | 1:8 | 2:4 | *** | 0 | 0 | 2 | 3:12  | 0 |

 Francie –  Belgie 	1:8 (0:3, 0:2, 1:3)
20. března 1950 – Londýn (Wembley Empire Pool)

Branky Francie: 1:6 Jean Pepin.

Branky Belgie: 0:1 Georges Hartmeyer, 0:2 Jacques Moris, 0:3 Robert Waldschmidt, 0:4 Andre Elsen, 0:5 Andre Waldschmidt, 0:6 Gentil Noterman, 1:7 Andre Waldschmidt, 1:8 Hubert Anciaux.

Rozhodčí: Wim Dwars (NED), Jimmi Chappell (GBR)

Vyloučení: 4:3

Diváků: 3 000
Francie: Bruno Ranzoni – Hubert Nivet, Jean Lacome, Francois Charlet, Marcel Claret – Pierre Lluis, Jacques Heylliard, Serge Renault – Marcel Carrier, Claude Risler, Guy Volpert – Jean Pepin.
Belgie: Henri Heirman – Percy Lippit, Roland Dumon, Jef Lekens, Jimmy Graeffe – Jacques Moris, Andre Elsen, Gentil Noterman – Andre Waldschmidt, Leon van Eeckhout, Robert Waldschmidt – Georges Hartmeyer, Hubert Anciaux.

 Francie –  Nizozemsko 	2:4 (0:1, 1:3, 1:0)
21. března 1950 – Londýn (Wembley Empire Pool)

Branky Francie: 28. Michel le Bas, 52. Claude Risler.

Branky Nizozemska: 1. Piet van Heeswijk, 21. Piet van Heeswijk, 27. Cor Schwencke, 36. Dolf Overakker.

Rozhodčí: Jimmi Chappell (GBR), Arthur Ancel (BEL)

Vyloučení: 1:2

Diváků: 300
Francie: Rolland Willaume – Hubert Nivet, Jean Lacome, Francois Charlet – Pierre Lluis, Jacques de Mezieres, Serge Renault – Marcel Carrier, Claude Risler, Guy Volpert – Jean Pepin, Jacques Heylliard, Michel le Bas – Michel Mrozek
Nizozemsko: Jan van der Heyden – Kappie Taconis, Arie Klein, Frans Vaal, Johan van Rhede, van der Kloot, Piet Bierensbroodspot – Jacques Feenstra, Dolf Overakker, Piet van Heeswijk – Rijk Loek, Cor Schwencke, Dick Groenteman – Nico Kremers, Alfons de Laat.

 Belgie –  Nizozemsko 	4:2 (2:1, 1:0, 1:1)
22. března 1950 – Londýn (Harringay Arena)

Branky Belgie: 1:0 Andre Waldschmidt, 2:0 Jacques Moris, 3:1 Jacques Moris, 4:2 Jimmy Graeffe.

Branky Nizozemska: 2:1 Dolf Overakker, 3:2 Jacques Feenstra.

Rozhodčí: Kurt Hauser (SUI), Chappell (GBR)

Vyloučení: 0:2

Diváků: 1 500
Belgie: Henri Heirman – Percy Lippit, Roland Dumon, Jef Lekens, Jimmy Graeffe – Jacques Moris, Andre Elsen, Gentil Noterman – Andre Waldschmidt, Leon van Eeckhout, Robert Waldschmidt – Georges Hartmeyer, Hubert Anciaux.
Nizozemsko: Jan van der Heyden (0 – 59.40, 59.58 – 60.00) – Kappie Taconis, Arie Klein, Frans Vaal, Johan van Rhede, van der Kloot – Jacques Feenstra, Dolf Overakker, Piet van Heeswijk – Rijk Loek, Cor Schwencke, Dick Groenteman – Theo Dietz, Jan Dinger, Alfons de Laat.

## Statistiky

### Nejlepší střelci
| Poř. | Nejlepší střelci  | Branky |
| ---- | ----------------- | ------ |
| 1.   | Ulrich Poltera    | 17     |
| 2.   | Billie Dawe       | 12     |
| 2.   | Jim Troumbly      | 12     |
| 4.   | Hassie Young      | 11     |
| 4.   | Leo Lucchini      | 11     |
| 4.   | Hans-Martin Trepp | 11     |
| 7.   | Ab Newsome        | 10     |
| 7.   | Russ Johnson      | 10     |
| 9.   | Alfred Bieler     | 9      |

### Rozhodčí
| Rozhodčí         | Zápasy |
| ---------------- | ------ |
| Ernest Leacock   | 7      |
| Кurt Hauser      | 7      |
| Fan Heximer      | 6      |
| Аlf Axberg       | 5      |
| Wim Dwars        | 5      |
| Ernie Ramus      | 4      |
| Jimmy Chappell   | 4      |
| Carl Erhardt     | 4      |
| Аrthur Ancel     | 3      |
| Frank de Marwicz | 3      |
| Robert Klein     | 2      |
| Jimmy Creed      | 2      |
| Gerry Davey      | 1      |
| Frank Stangle    | 1      |

### Soupiska Kanady
Kanada (Edmonton Mercurys)

Brankáři: Jack Manson, Wilbur Delaney

Obránci: Alan Purvis, John Davies, Pete Wright, James Kilburn, Donald Gauf.

Útočníci: Doug Macauley, Harry Allen, William Dawe,  – Marsh Darling, Donald Stanley, Robert Watt, Hassie Young, Ab Newsome, Leo Lucchini, Robert David.

Trenér: Jimmy Graham.

### Soupiska USA
USA

Brankáři: Bernie Burke, Richard Desmond

Obránci: James Frick, John Gallacher,  – Allen Van, Bob Graizinger, John Pleban.

Útočníci: Jim Troumbly, Milt Johnson, Russ Johnson, Bruce Gardner, John McIntyre, Sam Poling, Robert Rompre, Patrick Byrne.

Trenér: Jim Pleban (hrající).

### Soupiska Švýcarska
Švýcarsko

Brankáři: Hans Bänninger, Martin Riesen

Obránci: Heinrich Boller, Emil Handschin, Hans Heierling, Silvio Rossi, Emile Golaz, Othmar Delnon

Útočníci: Gebhard Poltera,  – Ulrich Poltera, Hans-Martin Trepp, Alfred Bieler, Walter Dürst, Reto Delnon, Werner Härter, Wilhelm Pfister, Alfred Streun

Trenér: Richard Torriani

### Soupiska Velké Británie
4.  Velká Británie

Brankáři: Harold Smith, Stan Christie.

Obránci: Ray Hammond, Lawson Neil, Bill Sneddon, Tom Syme, Jim Syme.

Útočníci:  – Kenneth Nicholson, Bert Smith, Ian Forbes, Roy Harnett, Johnny Carlyle, John Rolland, John Murray, Pete Ravenscroft, Dave McRae, Johnny Quales.

Trenér: Lou Bates.

### Soupiska Švédska
5.  Švédsko

Brankáři: Arne Johansson, Lars Svensson.

Obránci:  – Ake Andersson, Rune Johansson, Ake Lassas, Börje Löfgren, Sven Thunman.

Útočníci: Hans Adrian, Göte Blomqvist, Stig Carlsson, Rolf Eriksson-Hemlin, Erik Johansson, Gösta Johansson, Stig Jönsson, Holger Nurmela, Rolf Pettersson, Hans Öberg.

Trenér: Frank Trottier.

### Soupiska Norska
6.  Norsko

Brankáři: Per Dahl, Lorang Wifladt.

Obránci:  – Johnny Larntvedt, Carl Rasmussen, Gunnar Kroge, Odd Hansen

Útočníci: Roar Bakke Pedersen, Björn Gulbrandsen, Oivind Solheim, Per Voigt, Jan Erik Adolfsen, Leif Solheim, Per Moe, Ragnar Rygel, Annar Petersen, Ragnar Edvardsen.

Trenér: Johan Narvestad.

### Soupiska Belgie
7.  Belgie

Brankáři: Henri Heirman, Charel Heylen.

Obránci: Roland Dumon, Jimmy Graeffe, Percy Lippit, Jef Lekens.

Útočníci:  – Leon van Eeckhout, Robert Waldschmidt, Andre Elsen, Andre Waldschmidt, Gentil Noterman, Hubert Anciaux, Jacques Moris, Luc Verstrepen, Georges Hartmeyer, Albert Dupre, Jules Dupre.

Trenér: Jacques Contzen.

### Soupiska Nizozemska
8.  Nizozemsko

Brankáři: Jan van der Heyden, Joost van Os.

Obránci:  – Kappie Taconis, Arie Klein, Frans Vaal, Johan van Rhede, van der Kloot, Piet Bierensbroodspot.

Útočníci: Dolf Overakker, Piet van Heeswijk, Cor Schwencke, Alfons de Laat, Jacques Feenstra, Rijk Loek, Dick Groenteman, Nico Kremers, Theo Dietz, Rolf von den Baumen, Jan Dinger.

Trenér: Andy Andreola.

### Soupiska Francie
9.  Francie

Brankáři: Rolland Willaume, Bruno Ranzoni

Obránci: Jean Lacome, Francois Charlet, Hubert Nivet, Marcel Claret.

Útočníci: Jean Pepin, Claude Risler, Pierre Lluis, Serge Renault, Jacques Heylliard, Guy Volpert, Marcel Carrier,  – Jacques de Mezieres, Michel Mrozek, Michel le Bas, Andre Longuet.

Trenér: Louis Bourdereau.

## Konečné pořadí
| 17. | Mistrovství světa | Z | V | R | P | Skóre | B  |
| --- | ----------------- | - | - | - | - | ----- | -- |
| 1.  | Kanada            | 7 | 7 | 0 | 0 | 88:5  | 14 |
| 2.  | USA               | 7 | 5 | 0 | 2 | 49:29 | 10 |
| 3.  | Švýcarsko         | 7 | 4 | 0 | 3 | 57:46 | 8  |
| 4.  | Velká Británie    | 7 | 4 | 0 | 3 | 25:32 | 8  |
| 5.  | Švédsko           | 7 | 3 | 0 | 4 | 33:19 | 6  |
| 6.  | Norsko            | 7 | 1 | 0 | 6 | 26:47 | 2  |
| 7.  | Belgie            | 4 | 2 | 0 | 2 | 15:60 | 4  |
| 8.  | Nizozemsko        | 4 | 1 | 0 | 3 | 7:33  | 2  |
| 9.  | Francie           | 4 | 0 | 0 | 4 | 3:32  | 0  |

| 28. | Mistrovství Evropy |
| 1.  | Švýcarsko          |
| 2.  | Velká Británie     |
| 3.  | Švédsko            |
| 4.  | Norsko             |
| 5.  | Belgie             |
| 6.  | Nizozemsko         |
| 7.  | Francie            |